# Feliks Kotowski
Feliks Kotowski (ur. 18 maja 1895 w Krasnymstawie, zm. 29 lipca 1929 r. w Skierniewicach) – polski ogrodnik, profesor.

## Życiorys
Syn Karola Kotowskiego właściciela ziemskiego. W Lublinie ukończył szkołę średnią, a następnie Uniwersytet Jagielloński Nauki Przyrodnicze na Wydziale Filozoficznym. W czasie nauki pracował w katedrze uprawy roli i roślin na Studium Rolniczym Uniwersytetu Jagiellońskiego w Krakowie. F. Kotowski odbył praktykę w Akademii Rolniczej w Dublanach. Stopień doktora filozofii Uniwersytetu Jagiellońskiego uzyskał 6 marca 1919 r. na podstawie pracy „Wpływ wysokich dawek saletry chilijskiej na rozwój buraków pastewnych”. Habilitację rozpoczął na Uniwersytecie Jagiellońskim - „Badania nad kwitnieniem i owocowaniem grochu”. W 1929 roku został profesorem zwyczajnym. Studiował również historię rozwoju Stanów Zjednoczonych.
Podczas wojny polsko-bolszewickiej wstąpił do artylerii polowej. Po ukończeniu wojny został zastępcą profesora i kierownika Zakładu Uprawy i Hodowli Warzyw w Szkole Głównej Gospodarstwa Wiejskiego w Warszawie. W roku 1926 wyjechał na dwa lata jako stypendysta International Education Board do Stanów Zjednoczonych zapoznać się z organizacją pracy badawczej w Ameryce. W Nowym Jorku brał udział w kongresie genetycznym oraz botanicznym na Uniwersytecie Cornella w Ithace. Przebywał na Uniwersytecie w Davis, przez osiem miesięcy gdzie pracował nad zagadnieniami z dziedziny fizjologii roślin uprawnych. W języku angielskim  opracował cztery prace: „Chemical stimulans and germination of seeds”, “Temperature relations to germination of vegetable seed”, “Temperature alternation and germination of vegetable seed” i “Semipermeability of seed coverings and stimulation of seeds”. Interesował się pracami z zakresu uprawy i hodowli roślin przebywając w Japonii, Chinach, Cejlonie, Indiach, Turcji, Egipcie oraz Rumunii.
w 1922 roku zainicjował utworzenie Zakładu Uprawy i Hodowli Warzyw SGGW w Skierniewicach. Jako kierownik na gruntach wydzielonych z terenu folwarku i części ogrodu urządził pole doświadczalne. Pierwszą pracę wykonaną w skierniewickim Zakładzie opublikował w 1923 roku.
Profesor Feliks Kotowski zasłynął z nowoczesnego podejścia do polskiego warzywnictwa. Jego prace, publikacje i doświadczenia  poważane są przez specjalistów, ekspertów w wielu krajach w tej dziedzinie.
Kotowski również bronił zasad azotowego nawożenia drzew z dodatkiem nawozów potasowych przy mniejszej dawce nawozów fosforowych.
Oprócz pracy zawodowej udzielał się społecznie. Należał również do Polskiej Partii Socjalistycznej przebywając w Skierniewicach.
Pochowany na cmentarzu Św. Józefa w Skierniewicach.

## Publikacje
- Wpływ wysokich dawek saletry chilijskiej na rozwój buraków pastewnych
- Badania nad kwitnieniem i owocowaniem grochu
- O zmienności i korelacjach bobu
- Wpływanie izolacji na kapustę
- Rozpuszczalność skórki nasiennej
- Pobieranie pokarmów przez rośliny warzywne
- Ogólne zasady uprawy roślin warzywnych